# 2024年のイタリア
2024年のイタリア （2024ねんのイタリア）では、2024年のイタリアに関する出来事について記述する。

## 国家元首等
- 共和国大統領
  - 第12代: セルジョ・マッタレッラ （無所属、2015年2月3日 - ）
- 共和国首相
  - 第68代: ジョルジャ・メローニ （イタリアの同胞、メローニ内閣：2022年10月22日 - ）

## できごと

### 1月

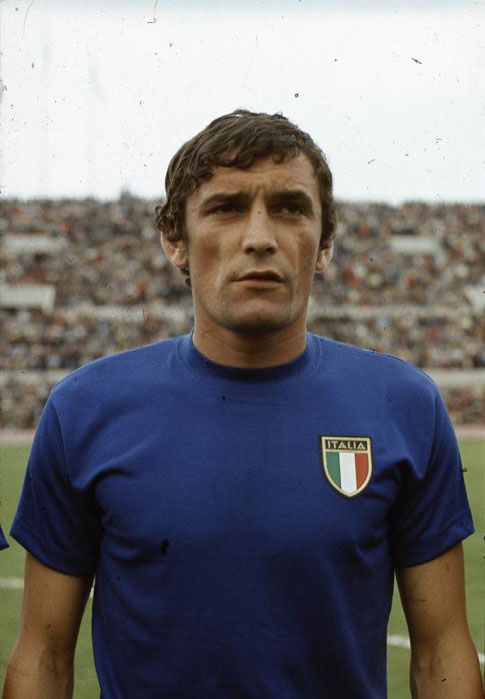
ルイジ・リーヴァ

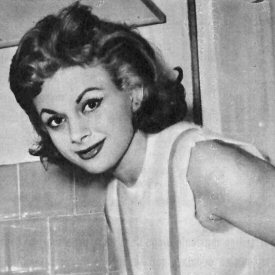
サンドラ・ミロ

- 1月20日 - セリエA・ACミラン対ウディネーゼ・カルチョの試合で、フランス領ギアナの国籍も持つミランのマイク・メニャンへのモンキーチャントにより5分間中断された[1]。
- 1月28日 - 2024年全豪オープンの男子シングルス（英語版）でヤニック・シナーが初優勝[2]。
- 1月28日～29日 - 2024年イタリア・アフリカサミット（英語版）

### 2月
- 2月2日～18日 - 2024年世界水泳選手権
  - 2024年世界水泳選手権イタリア選手団（英語版）
  - シモーナ・クァダレッラとジョルジョ・ミニシーニ（英語版）が金メダルを獲得
- 2月6日～10日 - 2024年サンレモ音楽祭（英語版）
- 2月14日 - UEFAチャンピオンズリーグ 2023-24 決勝トーナメントの1回戦でイタリアの全3チームが敗退（SSCナポリ、SSラツィオ、インテルナツィオナーレ・ミラノ）
- 2月16日 - トスカーナ州フィレンツェの建設中のスーパーマーケットが倒壊し、少なくとも5人が死亡[3]。

### 4月

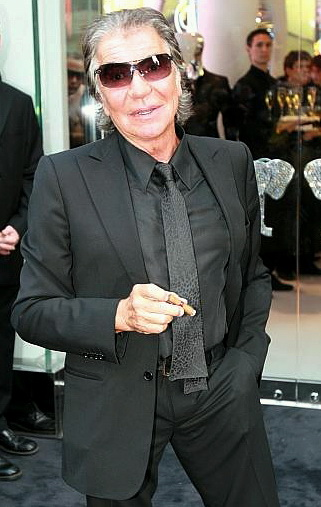
ロベルト・カバリ

- 4月9日 - エミリア＝ロマーニャ州ボローニャ県カムニャーノのバルジ水力発電所（英語版）で爆発が発生し、少なくとも4人が死亡、3人が負傷、5人が行方不明[4]。
- 4月14日 - セリエA (サッカー) 2023-2024第32節のASローマ対ウディネーゼ・カルチョの試合でローマのエヴァン・エンディカ（ コートジボワール）が接触プレーのない場面で突然倒れ、20分を残して試合が中止[5]。
- 4月15日 - 2024年のWNBAドラフト（英語版）でマチルデ・ヴィラ（英語版）が3巡目全体32位でアトランタ・ドリームから指名された。
- 4月20日～11月24日 - 第60回ヴェネツィア・ビエンナーレ（英語版）
- 4月22日 - セリエA (サッカー) 2023-2024第32節でインテルナツィオナーレ・ミラノが3年ぶり20度目の優勝、シーズン終了後にシモーネ・インザーギが最優秀監督賞を受賞[6]。
- 4月25日 - ヴェネト州ヴェネツィアでオーバーツーリズムの対策として旧市街への5ユーロの入場料の徴収を試験的に開始[7]。
- 4月28日 - セリエA (バレーボール) 2023-2024（イタリア語版）でシル・サフェーティ・ペルージャがプレーオフ決勝の第4戦でヴェロ・バレー・モンツァ（英語版）を破って6年ぶり2度目の優勝[8]。

### 5月
- 5月3日 - 第69回ダヴィッド・ディ・ドナテッロ賞
- 5月4日～26日 - ジロ・デ・イタリア2024
  - イタリア人の総合順位の最高はアントニオ・ティベーリ（英語版）の5位（バーレーン・ヴィクトリアス）
- 5月6日 - シチリア・パレルモの下水処理場で事故が発生し、5人が死亡[9]。
- 5月8日～19日 - ATPツアー・マスターズ1000・2024年のイタリア国際 (テニス)（英語版）を開催。
- 5月22日 - UEFAヨーロッパリーグ 2023-24 決勝でアタランタBCがバイエル・レバークーゼン（ ドイツ）をスコア3-0で破って優勝[10]。
- 5月29日 - UEFAヨーロッパカンファレンスリーグ 2023-24 決勝でACFフィオレンティーナがオリンピアコスFC（ ギリシャ）に延長戦の末にスコア0-1で敗れて準優勝[11]。

### 6月

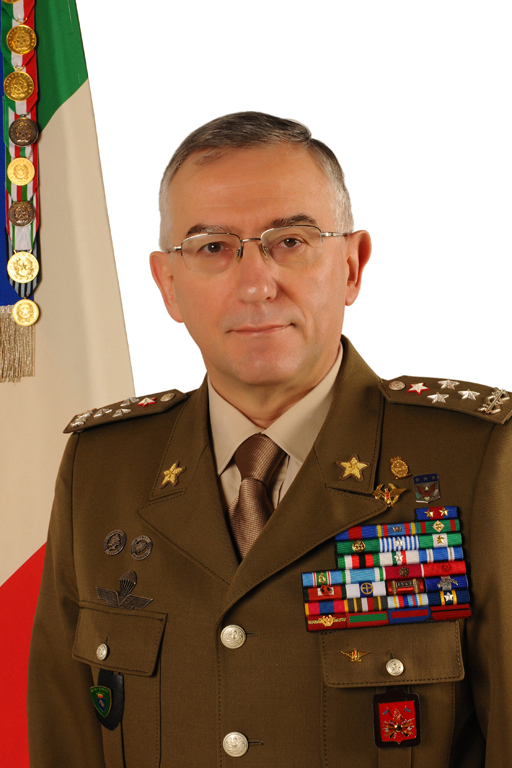
クラウディオ・グラツィアーノ

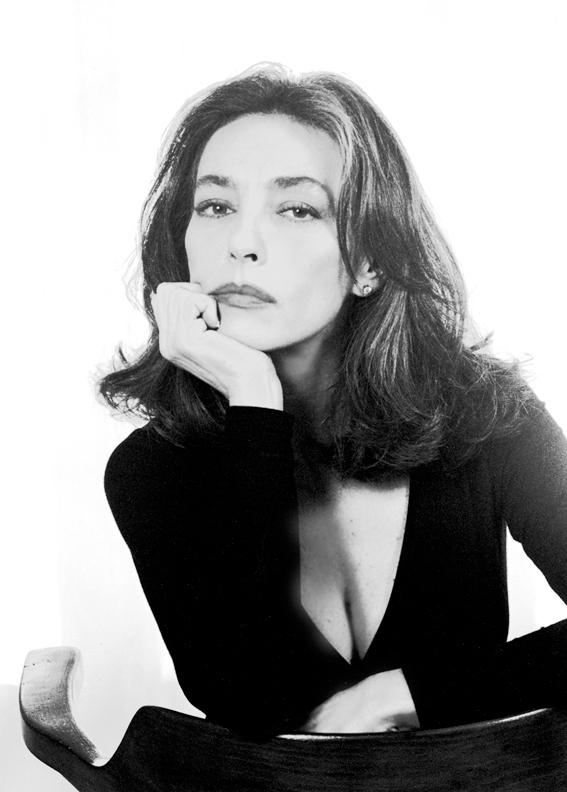
マリア・ロザリア・オマッジョ

- 6月7日～12日 - 2024年ヨーロッパ陸上競技選手権大会（英語版）（スタディオ・オリンピコ・ディ・ローマ）
  - イタリアは出場国で最多の11個の金メダル、合計24個のメダルを獲得
- 6月8日 - 2024年全仏オープンの女子シングルス（英語版）でジャスミン・パオリーニがイガ・シフィオンテク（ ポーランド）に敗れて準優勝[12]。
- 6月8日～9日 - 2024年欧州議会議員選挙
- 6月8日～9日 - 2024年イタリア地方選挙（英語版）
- 6月10日 - ヤニック・シナーがイタリア人として初となるATPランキング1位（英語版）を獲得[13]。
- 6月13日～15日 - 第50回先進国首脳会議（プッリャ州ファザーノ）
- 6月17日 - イタリア南部の沖合で移民船2隻が難破し、少なくとも11人が死亡、60人以上が行方不明[14]。
- 6月21日 - トレンティーノ＝アルト・アディジェ州ボルツァーノの工場で爆発が発生し、8人が負傷[15]。
- 6月23日 - 2024年FIVB女子バレーボールネーションズリーグの決勝でイタリア代表が日本代表をセット数3-1で破って優勝[16]。
- 6月28日 - 2024年FIVB男子バレーボールネーションズリーグの準々決勝でイタリア代表がフランス代表にセット数2-3で敗れて敗退。
- 6月29日 - ツール・ド・フランス2024が大会史上初めてイタリアで開幕（トスカーナ州フィレンツェ）
- 6月29日 - UEFA EURO 2024のノックアウトステージ1回戦でイタリア代表はスイス代表にスコア0-2で敗れてベスト16で敗退[17]。

### 7月
- 7月13日 - 2024年ウィンブルドン選手権の女子シングルス（英語版）でジャスミン・パオリーニがバルボラ・クレイチコバ（ チェコ）に敗れて準優勝[18]。
- 7月23日 - カンパニア州ナポリで住宅団地内の歩道が崩落し、2人が死亡、12人が負傷[19]。
- 7月26日 - 12年ぶりに シリア大使を任命し、シリア内戦後ではG7で初となる任命となった[20]。
- 7月26日～8月11日 - 2024年パリオリンピック
  - 2024年パリオリンピックのイタリア選手団（英語版）
  - 射撃競技・混合団体スキート（英語版）の予選でダイアナ・バコシ（英語版）・ガブリエーレ・ロセッティ (射撃選手)（英語版）組が世界新記録を達成。
- 7月31日 - 第46回世界遺産委員会にてアッピア街道が文化遺産に登録された[21]。

### 8月
- 8月19日 - シチリア島沖でベイジアン (ヨット)（英語版）が沈没し、イギリスのマイク・リンチ（英語版）を含む7人が死亡[22]。

### 9月

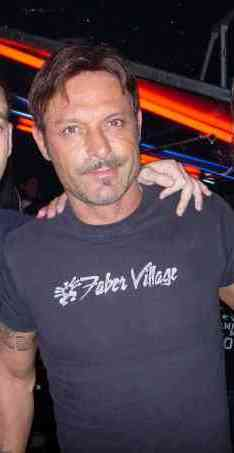
サルヴァトーレ・スキラッチ

- 9月1日 - 2024年のF1世界選手権・2024年イタリアグランプリ
- 9月6日 - メローニ首相がジェンナーロ・サンジュリアーノ（英語版）文化大臣（英語版）を更迭（後任はアレッサンドロ・ジュリ（英語版））[23]。
- 9月25日 - サルデーニャ州ヌーオロで銃乱射事件が発生し、3人が死亡、3人が負傷[24]。
- 9月27日 - マッターホルン付近の スイスとの国境の一部変更について、スイス政府が正式に承認し、イタリアが政府が承認すれば発効される見通しとなった[25]。

### 10月
- 10月14日 - サッカーイタリア代表のダニエル・マルディーニが初出場し、祖父のチェーザレ、父のパオロと合わせてイタリア初の3代での代表選手となった[26]。

### 11月

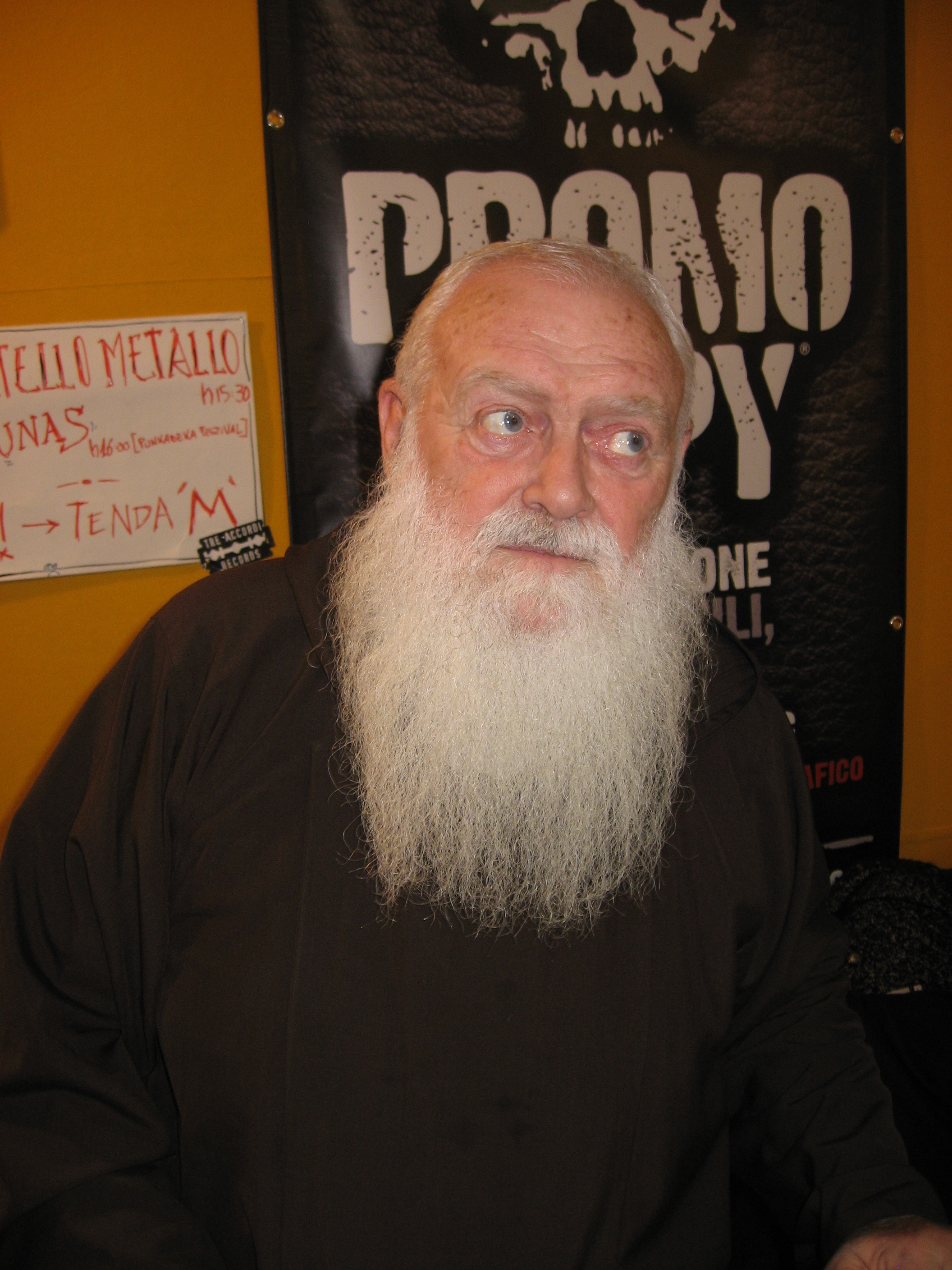
チェザーレ・ボニッチ

- 11月17日 - 2024年ATPファイナルズ（英語版）でヤニック・シナーがテイラー・フリッツ（ アメリカ合衆国）を破って初優勝[27]。
- 11月20日 - 女子テニスの国別対抗戦・ビリー・ジーン・キング・カップ2024（英語版）・ファイナルズ（英語版）の決勝でイタリア代表（英語版）が スロバキア代表を2-0で破って11年ぶり5度目の優勝[28]。
- 11月24日 - 男子テニスの国別対抗戦・デビス・カップ2024（英語版）・ファイナルズ（英語版）の決勝でイタリア代表が オランダ代表を2-0で破って2年連続3度目の優勝[29]。
- 11月30日 - ラファエレ・フィット（英語版）ヨーロッパ担当大臣兼、南半球連携政策担当大臣が欧州委員会の役職に就任するために辞任（後任はトマソ・フォーティ（英語版））[30]。

### 12月
- 12月1日 - セリエA・ACFフィオレンティーナのエドアルド・ボーヴェが試合開始から16分で接触のない場面で意識を失って倒れ、試合が延期[31]。
- 12月9日 - トスカーナ州フィレンツェ近郊のガス精製所で爆発が発生し、少なくとも2人が死亡。4人が行方不明[32]。
- 12月24日～1月6日 - 2025年ジュビリー

## 死去

### 1月
- 1月3日 - ジェルマーナ・ドミニチ（英語版）：女優（* 1946年）
- 1月4日 - ファビオ・ファブリ（英語版）：政治家、国防大臣（* 1933年）
- 1月7日 - ジェルマーナ・カロリ（英語版）：歌手（* 1931年）
- 1月7日 - アレッサンドロ・アルジェントン（英語版）：馬術競技選手、1972年ミュンヘンオリンピック銀メダリスト（* 1937年）
- 1月7日 - アルベルト・コロンボ：レーシングドライバー（* 1946年）
- 1月8日 - ジャン・フランコ・レベルベリ（英語版）：作曲家（* 1934年）
- 1月11日 - ダナ・ギア（英語版）：女優、歌手（* 1932年）
- 1月16日 - オッタヴィオ・ダザン（英語版）：自転車競技選手（* 1958年）
- 1月18日 - オリエッタ・グロッシ（英語版）：バスケットボール選手（* 1959年）
- 1月22日 - ルイジ・リーヴァ（ジジ・リーヴァ）：サッカー選手 (FW)、セリエA得点王3回、イタリア代表歴代最多の35得点（* 1944年）
- 1月29日 - サンドラ・ミロ（英語版）：女優（* 1933年）

### 2月

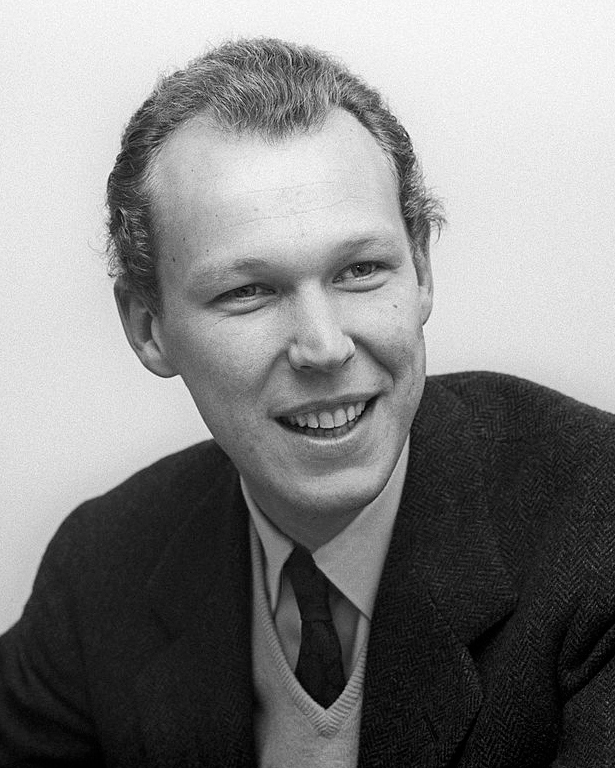
ヴィットーリオ・エマヌエーレ・ディ・サヴォイア

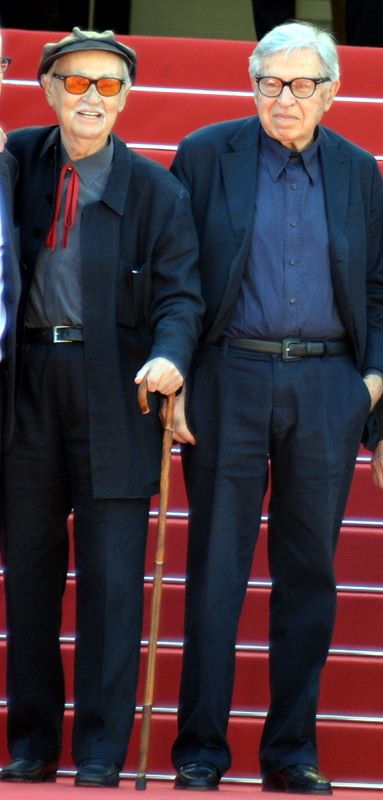
タヴィアーニ兄弟

- 2月3日 - ヴィットーリオ・エマヌエーレ・ディ・サヴォイア：イタリア王国最後の国王となったウンベルト2世の長男（* 1937年）
- 2月18日 - アイラ・フォン・フュルステンベルク（英語版）：女優、宝飾品デザイナー（* 1940年）
- 2月29日 - パオロ・タヴィアーニ：映画監督、脚本家（* 1931年）

### 3月

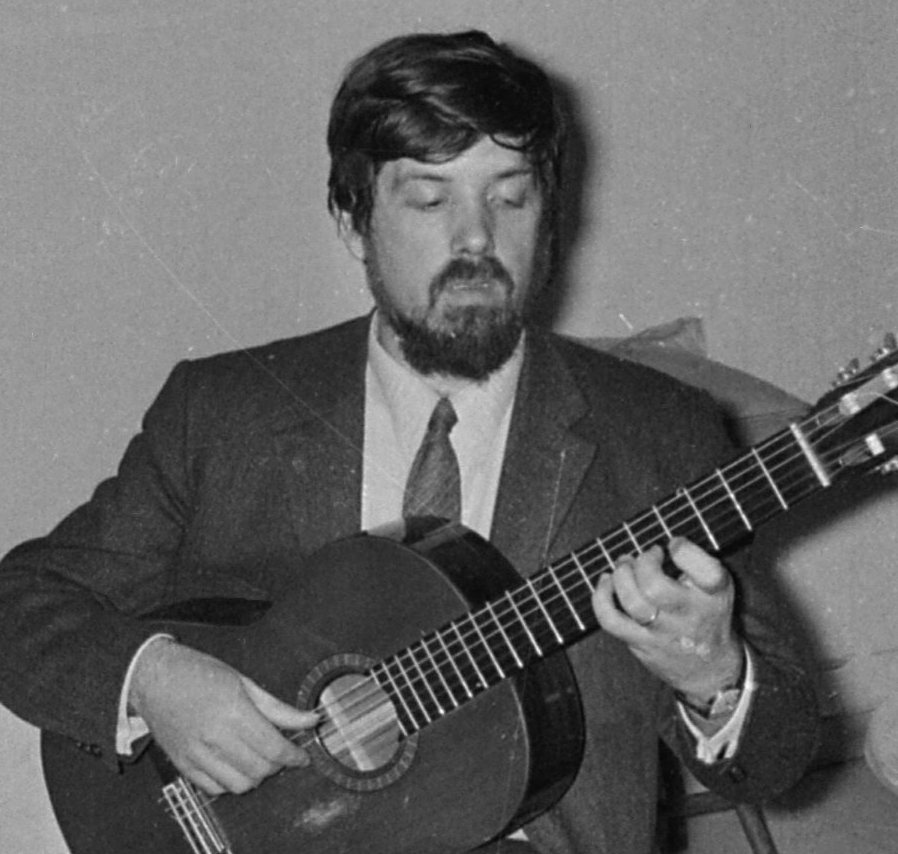
オスカー・ギリア

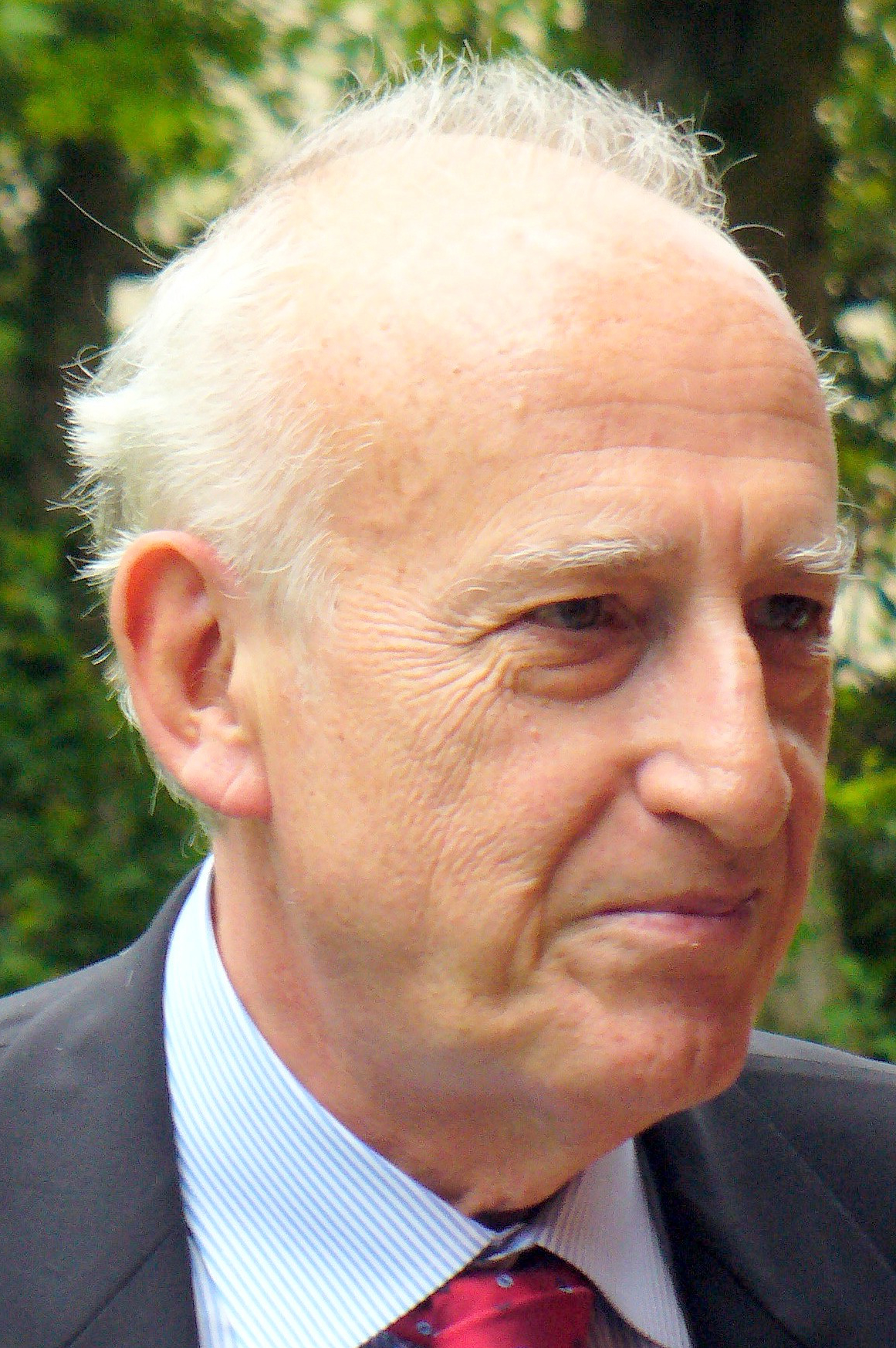
マウリツィオ・ポリーニ

- 3月3日 - オスカー・ギリア：ギタリスト（* 1938年）
- 3月5日 - ロベルト・レオーニ（英語版）：脚本家、映画監督（* 1940年）
- 3月19日 - ジョー・バローネ（イタリア語版）：ACFフィオレンティーナの現職GM（* 1966年）
- 3月23日 - マウリツィオ・ポリーニ：ピアニスト（* 1942年）
- 3月26日 - ジュリアーノ・ヴァンジ：彫刻家（* 1931年）

### 4月
- 4月3日 - ガエターノ・ペッシェ（英語版）：建築家（* 1939年）
- 4月3日 - ステファノ・ケルキ（英語版）：騎手（* 2001年）
- 4月9日 - パオロ・ピニンファリーナ（英語版）：エンジニア、実業家、ピニンファリーナCEO（* 1958年）
- 4月12日 - ロベルト・カバリ：ファッションデザイナー（* 1940年）
- 4月20日 - アントニオ・カンタフォーラ（英語版）：俳優（* 1944年）

### 5月

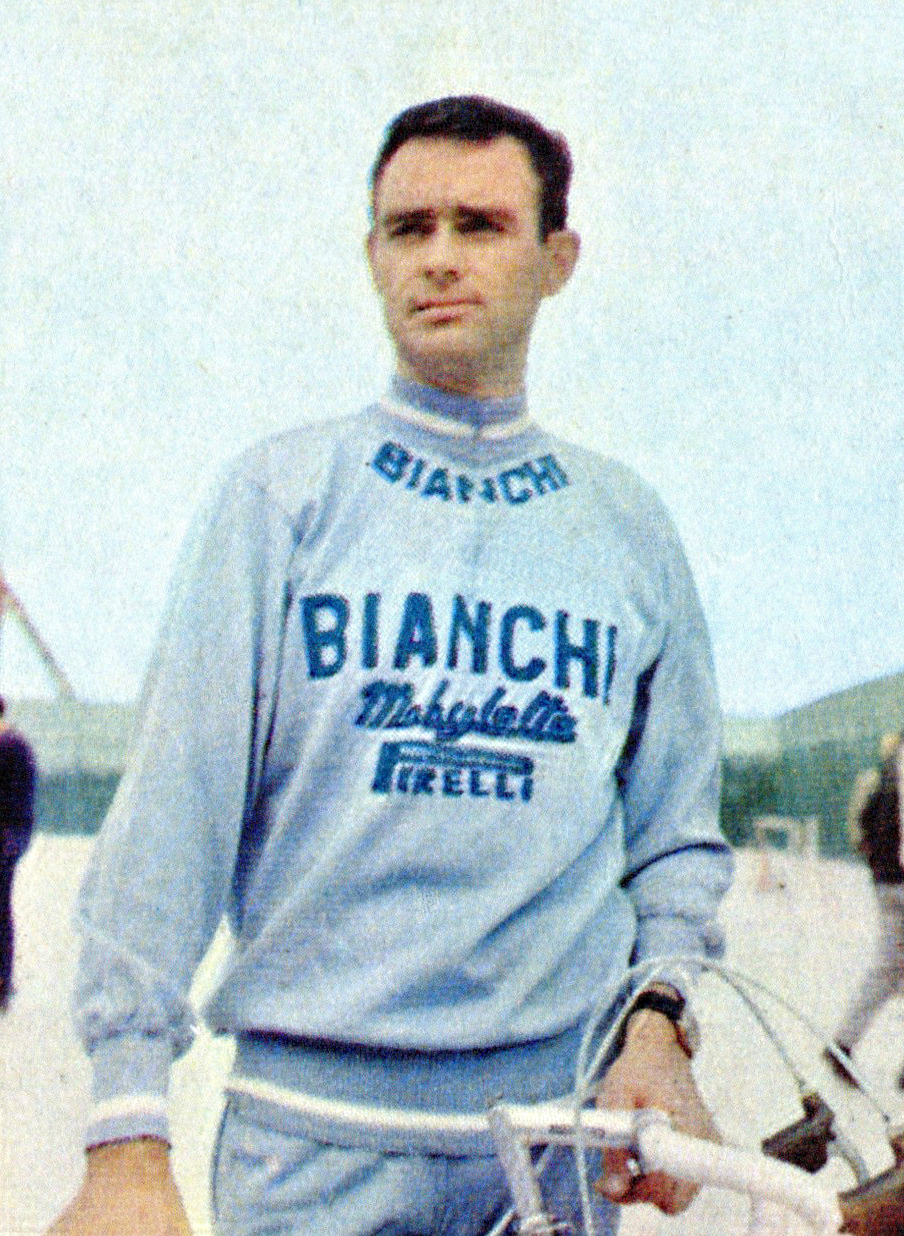
イメリオ・マッシニャン

- 5月3日 - イメリオ・マッシニャン：自転車競技選手（* 1937年）
- 5月23日 - フランコ・アネーリ（英語版）：学者、牧師（* 1963年）

### 6月
- 6月2日 - ルイージ・サラチェーニ（英語版）：裁判官、弁護士、政治家（* 1937年）
- 6月7日 - アッティリオ・カッシネリ：イラストレーター（* 1923年）
- 6月17日 - クラウディオ・グラツィアーノ：軍人、実業家（* 1953年）
- 6月19日 - ステファノ・マリンヴェルニ（英語版）：陸上競技選手 (短距離走)、1980年モスクワオリンピック銅メダリスト（* 1959年）
- 6月28日 - ランド・バルトリーニ：イタリアのオペラ歌手（* 1937年）
- 6月30日 - マリア・ロザリア・オマッジョ（英語版）：女優、作家（* 1954年）

### 7月
- 7月2日 - コミュナード・ニコライ（英語版）：サッカーイタリア代表 (DF)（* 1946年）
- 7月6日 - ピノ・ディアンジェロ（英語版）：シンガーソングライター（* 1952年）
- 7月7日 - ブルーノ・ザニン（英語版）：俳優、作家（* 1951年）
- 7月10日 - ジョバンニ・アンドレア・コルニア（英語版）：開発経済学者（* 1947年）
- 7月19日 - アルド・プグリシ（英語版）：俳優（* 1935年）
- 7月22日 - エレナ・マウティ・ヌンツィアータ（英語版）：オペラ歌手（* 1946年）
- 7月21日 - サルヴァトーレ・ピシチェッリ（英語版）：映画監督、脚本家（* 1948年）
- 7月30日 - ブルーノ・ガルゼナ（英語版）：サッカーイタリア代表 (DF)（* 1933年）
- 7月29日 - アニー・ルブラン（英語版）：作家、詩人（* 1942年）
- 7月31日 - ロベルト・ヘルリツカ（英語版）：俳優（* 1937年）

### 8月
- 8月10日 - チェレスティーナ・カサピエトラ：ソプラノ歌手（* 1938年）
- 8月12日 - マリア・ビアンカ・チタ（英語版）：地質学者、古生物学者（* 1924年）
- 8月13日 - セルジオ・ドナーティ（英語版）：脚本家（* 1933年）
- 8月16日 - マリネッラ・ボルトルッツィ（英語版）：陸上競技選手 (走高跳)（* 1939年）
- 8月21日 - プリモ・ザンパリーニ（英語版）：ボクサー、1960年ローマオリンピック銀メダリスト（* 1939年）
- 8月22日 - オッタヴィアーノ・デル・トゥルコ（英語版）：政治家（* 1944年）
- 8月30日 - サイモン・ロガンティ（英語版）：自転車競技選手（* 2003年）

### 9月
- 9月2日 - サンテ・マルシリ（英語版）：水球選手、1976年モントリオールオリンピック銀メダリスト（* 1950年）
- 9月6日 - ガエターノ・サルヴェミーニ（英語版）：サッカー選手 (FW)、監督（* 1942年）
- 9月6日 - レナト・モリナーリ（英語版）：パワーボートレーサー（* 1946年）
- 9月10日 - クリオ・マリア・ビットーニ（英語版）：弁護士、ファーストレディ（ジョルジョ・ナポリターノ第11代大統領夫人）（* 1934年）
- 9月13日 - フランカ・ベットイア（英語版）：女優（* 1936年）
- 9月14日 - ルカ・サルバドーリ（イタリア語版）：自転車競技選手（* 1992年）
- 9月17日 - ベッペ・メネガッティ（英語版）：映画監督（* 1929年）
- 9月18日 - サルヴァトーレ・スキラッチ：サッカーイタリア代表、1990 FIFAワールドカップ得点王（* 1964年）
- 9月19日 - ブルーノ・サッコ：カーデザイナー（* 1933年）
- 9月23日 - ジャンカルロ・クロスタ（英語版）：ローイング選手、1960年ローマオリンピック銀メダリスト（* 1934年）
- 9月28日 - グラウコ・マウリ（英語版）：俳優、映画監督（* 1930年）

### 10月

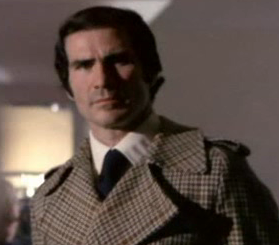
ジョヴァンニ・チャンフリーリア

- 10月1日 - フランチェスコ・メローニ（英語版）：政治家、公共事業大臣（* 1925年）
- 10月2日 - グイド・カルレシ（英語版）：自転車競技選手、1961年のツール・ド・フランスで総合2位（* 1936年）
- 10月4日 - レア・ペリコリ（英語版）：テニス選手（* 1935年）
- 10月5日 - ジョルジョ・トレヴィザン（英語版）：漫画家、イラストレーター（* 1934年）
- 10月5日 - サミー・バッソ（英語版）：早老症の歴代最高齢の人物（* 1995年）
- 10月7日 - エミリオ・ガバーリオ（英語版）：労働組合員（* 1937年）
- 10月10日 - ジャコモ・マッケローニ（英語版）：政治家（* 1936年）
- 10月11日 - マリオ・モラ（英語版）：映画監督、脚本家（* 1935年）
- 10月21日 - マッシミリアーノ・フレッツァート（英語版）：漫画家（* 1967年）
- 10月26日 - マリサ・バルトリ（英語版）：女優（* 1937年）
- 10月29日 - マティルデ・ロレンツィ（イタリア語版）：アルペンスキー選手（* 2004年）
- 10月30日 - ジョヴァンニ・チャンフリーリア：俳優、スタントマン（* 1935年）

### 11月
- 11月4日 - レナト・セリオ（英語版）：作曲家、指揮者、編曲家（* 1946年）
- 11月13日 - フランコ・フェラロッティ（英語版）：社会学者（* 1926年）
- 11月18日 - アマール・クディン（英語版）：ラグビー選手 (HO)（* 1992年）
- 11月19日 - チェザーレ・ボニッチ：カプチン・フランシスコ修道会の聖職者（* 1946年）
- 11月22日 - ジャンフランコ・ダッラ・バルバ（英語版）：フェンシング選手、1984年ロサンゼルスオリンピック金メダリスト（* 1957年）
- 11月25日 - ジャンフランコ・カリガリッチ（英語版）：小説家、脚本家、劇作家（* 1939年）
- 11月26日 - アマリア・チャルディ・デュプレ（英語版）：彫刻家、画家（* 1934年）

### 12月
- 12月1日 - クレッシェンツォ・ダモーレ（英語版）：自転車競技選手（* 1979年）
- 12月2日 - ジョン・サバトゥッチ（英語版）：歴史家（* 1944年）
- 12月4日 - エウジェニオ・ボルニャ（英語版）：精神科医、エッセイスト（* 1930年）
- 12月4日 - ダンテ・ミラコリ（英語版）：サッカー選手 (MF)（* 1947年）
- 12月5日 - ポール・ピリテリ（英語版）：政治家、映画評論家（* 1940年）
- 12月5日 - マリオ・テッスオ（英語版）：歌手（* 1943年）
- 12月22日 - アウグスト・ロランディン（英語版）：政治家（* 1949年）
- 12月27日 - ダニエレ・バニョーリ：バレーボール指導者（* 1953年）
- 12月30日 - ジャンニ・サヴィオ（英語版）：自転車競技の指導者（* 1948年）